# Caminho Novo
Caminho Novo ist ein Ort im Nordosten der Insel São Tomé im Distrikt Mé-Zóchi im Inselstaat São Tomé und Príncipe. 2012 wurden 1256 Einwohner gezählt.

## Geographie
Der Ort liegt auf einer Höhe von ca. 50 m an der EN 2 südlich von Bombom.